# 凤凰剧院 (伦敦)
凤凰剧院（Phoenix Theatre）是一个西区剧院，位于英国伦敦卡姆登区查令十字路。该地点曾为工厂，后来改为音乐厅。
凤凰剧院为新古典主义风格，由贾莱斯·吉尔伯特·斯科特、伯蒂·克鲁和塞西尔·马赛设计。但其内部则采用意大利风格，有金色的雕刻、装饰天花板、红色的座位、地毯和窗帘。丁托列托、提香和乔尔乔内作品的复制品。
凤凰剧院于1930年9月24日开幕。1973年，凤凰剧院列为II级登录建筑。